# Адикаламани

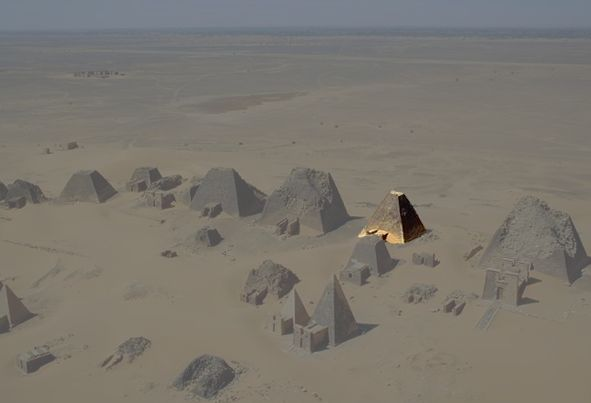
Пирамида N9 в Мероэ (с подсветкой), принадлежащая Адикаламани

Адикаламани — царь Куша (Нубия), правивший около 207—186 годов до н. э.
Имя правителя Кушитского царства Адикаламани известно из двух источников. В Храме Дебод в Нубии, который посвящён Амуну и Исиде, царь поместил свои надписи. Его имя имеется также на стеле в Филах.
Строительство Храма Дебод (ныне перевезён в Испанию) было начато египетским фараоном Птолемеем IV Филопатором. В то время Верхний Египет отпал от Птолемеев и перешёл под управление мероитских царей. Восстание в Верхнем Египте было подавлено фараонами лишь в 186 году до н. э.
Стела Адикаламани в Филах является одним из последних крупных текстов нубийский царей, записанных египетскими иероглифами. Последующие правители использовали в своих надписях мероитское письмо.
Адикаламани, вероятно, похоронен в пирамиде N9 в Мероэ.